# 高野口站
高野口站（日语：／ Kōyaguchi eki */?）是位於和歌山縣橋本市高野口町名倉，屬於西日本旅客鐵道（JR西日本）的和歌山線車站。

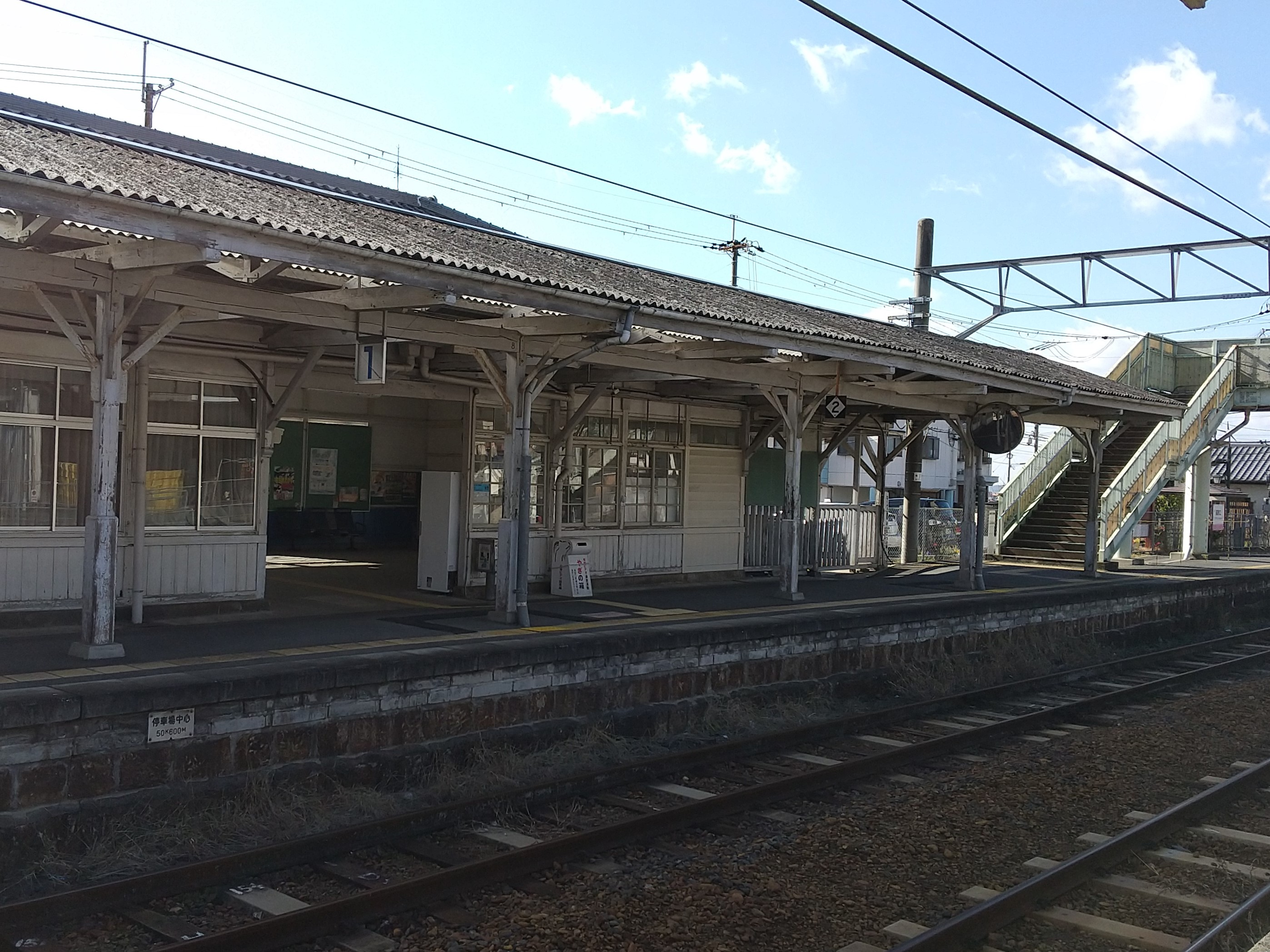
月台 (2022年12月)

## 歷史

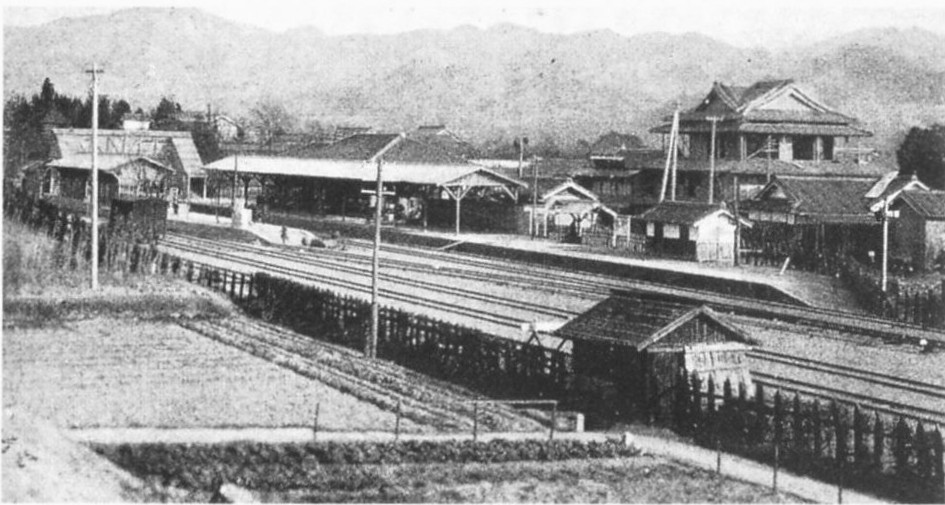
明治末期的高野口站。圖中可看見葛城館。

- 1901年（明治34年）3月29日 - 紀和鐵道（日语：紀和鉄道）橋本站至妙寺站之間開設名倉站（日语：／）[1]。
- 1903年（明治36年）1月1日 - 車站改名為高野口站。
- 1904年（明治37年）12月9日 - 南和鐵道路線由關西鐵道繼承，成為關西鐵道車站[1]。
- 1907年（明治40年）10月1日 - 關西鐵道被國有化（日语：鉄道国有法），成為帝國鐵道廳車站[1]。
- 1909年（明治42年）10月12日 - 制定路線名稱，成為和歌山線車站[1]。
- 1987年（昭和62年）4月1日 - 伴隨國鐵分割民營化，車站由西日本旅客鐵道（JR西日本）營運[1][2]。
- 2020年（令和2年）3月14日 - 車站開始可以使用IC卡「ICOCA」[3]。

## 車站構造
本站是地面車站，設有2面2線的相對式月台。站房位於1號月台（下行）側，兩月台之間透過跨線橋連接。
此站是由橋本站管理的業務委託車站，並委托JR西日本Maintec處理站內業務，但除部分列車外不會開啟所有車門。此站經常只有一位職員當值，並只於部分時段（6時40分 - 9時00分）進行業務。站內設有POS終端和1台新型按鈕式售票機。站內也設有橋本市的畫廊和廁所。此站在過去曾設有Kiosk。

### 月台
| 月台 | 路線     | 上下行 | 方向             |
| ---- | -------- | ------ | ---------------- |
| 1    | 和歌山線 | 下行   | 粉河、和歌山方向 |
| 2    | 和歌山線 | 上行   | 橋本、五條方向   |

### 其他
- 此站曾經有前往高野山的參拜客，因此設有大型古老木造站房。在建築物柱上的建物財產標(票)標記了「明治45年4月」。
- 在站前設有葛城館，該木造3層高建築物在明治後期建成，於2001年登錄為國家登錄有形文化財。
- 站前設有的士站。
- 在聖誕節期間，站前廣場會設有裝飾。
- 此站名為「高野口」，但是不可在此站轉乘南海電鐵前往高野山方向，需要在橋本站轉乘。另外，南海高野線九度山站位於車站南邊3公里處。
- 此站的車站印章是標準款式，在1990年由JR西日本和歌山分社設立。
- 在橋本市高野口町出身的Winds平阪（日语：ウインズ (バンド)）於2017年7月7日發售了「Winds平阪DVD」的「高野口SAMBA」。當中於此站取景。

## 使用狀況
以下為1日平均乘車人次：
| 年度 | 1日平均 乘車人次 |
| ---- | ---------------- |
| 1998 | 1,148            |
| 1999 | 1,085            |
| 2000 | 1,067            |
| 2001 | 1,059            |
| 2002 | 911              |
| 2003 | 902              |
| 2004 | 883              |
| 2005 | 873              |
| 2006 | 869              |
| 2007 | 861              |
| 2008 | 912              |
| 2009 | 859              |
| 2010 | 894              |
| 2011 | 904              |
| 2012 | 885              |
| 2013 | 867              |
| 2014 | 800              |
| 2015 | 749              |
| 2016 | 688              |
| 2017 | 626              |
| 2018 | 603              |

## 車站周邊
- 高野口公園
- 淺瀨公園
- 絨毛織物資料館
- 名古曾廢寺
- 葛城館（日语：葛城館）
- 高野口郵局（日语：高野口郵便局）
- 第一生命高野口分部
- 和歌山縣立伊都中央高等學校（日语：和歌山県立伊都中央高等学校）
- 和歌山縣立紀之川支援學校
- 橋本市立高野口小學（日语：橋本市立高野口小学校）
- 橋本市立高野口幼稚園
- 高野口商工會

## 相鄰車站
西日本旅客鐵道（JR西日本）
 和歌山線
■快速（粉河站以東各站停車）、■普通
紀伊山田－高野口－中飯降

## 注腳
1. 1 2 3 4 5 6  曾根悟（監修）. 朝日新聞出版分冊百科編集部（編集） , 编. . 週刊朝日百科. 42号 阪和線・和歌山線・桜井線・湖西線・関西空港線. 朝日新聞出版. 2010-05-16: 20–21 （日语）.
2. ↑  『交通年鑑 昭和63年版』 交通協力會，1988年3月。
3. ↑   (PDF) (新闻稿). 西日本旅客鉄道和歌山支社. 2019-12-13  [2021-01-08]. （原始内容 (PDF)存档于2021-01-04） （日语）.
4. ↑  《和歌山縣統計年鑑》和《和歌山縣公共交通機關等資料集》

## 外部連結
- 高野口｜車站資訊：JR出門網 - 西日本旅客鐵道（日語）